# MOBIDIC

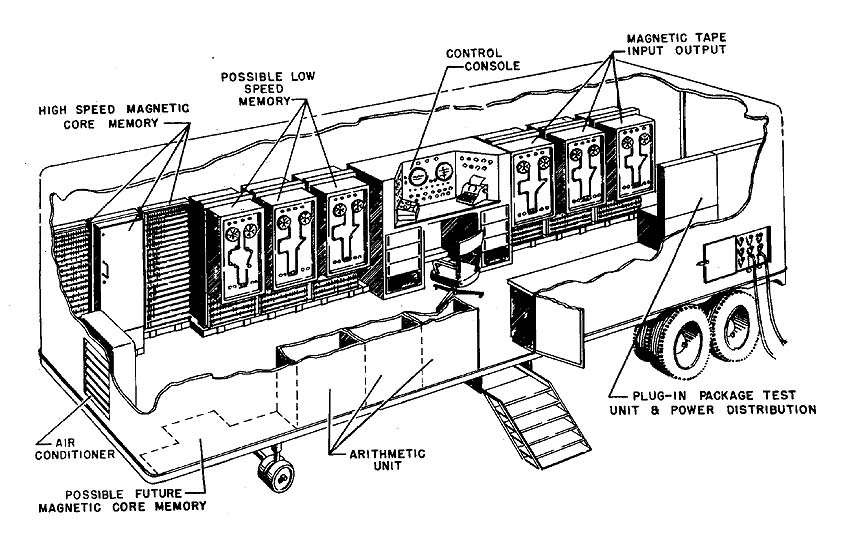
MOBIDIC

MOBIDIC, acrónimo de "MOBIle DIgital Computer" (Ordenador Digital Móvil), fabricado por Sylvania Electric Products, fue un ordenador transistorizado diseñado para almacenar, ordenar, presentar y enrutar la información como parte del programa FIELDATA del Ejército de los Estados Unidos. Fieldata tenía como objetivo automatizar la distribución de datos de campos de batalla de cualquier forma, asegurando la entrega de informes a los destinatarios adecuados, independientemente de la forma física que fueran enviados o recibidos. MOBIDIC fue montada en el tráiler de un camión semirremolque, mientras un segundo tráiler suministraba la electricidad, permitiendo su movilidad alrededor del campo de batalla. El ejército se refirió al sistema como el AN/MYK-1, o para la versión de dos CPU como el AN/MYK-2, Sylvania más tarde ofreció una versión comercial, sin mucho éxito, llamada S 9400.

## Historia
Al inicios de 1956, el Cuerpo de Señales del Ejército de EE. UU. en Fort Monmouth publicó una oferta de contrato para el desarrollo de un ordenador móvil montado en un vehículo como parte de su programa FIELDATA, este programa pretendía disponer de un sistema en el que cualquier clase de información sería convertida a formato de texto y enviada electrónicamente hacia un campo de combate extenso. El receptor final lo convertiría al formato adecuado, a menudo usando una impresora de línea o un dispositivo similar. Para automatizar el proceso de enrutado de los mensajes a través del flujo de información, el Cuerpo de Señales esperaba garantizar la entrega y mejorar los acuses de recibo. Se puede pensar en FIELDATA como la versión de propósito general del sistema SAGE desarrollado por la Fuerza Aérea de los EE. UU., que realizaba la misma tarea pero limitada a información sobre ubicaciones de aeronaves y su estado.
El núcleo de FIELDATA serían sistemas de ordenador que recibirían, guardarían, priorizarían y remitirían los mensajes. Las máquinas tendrían que ser construidas utilizando transistores para cumplir los requisitos de tamaño y potencia, por tanto el Ejército pagaba por el desarrollo de ordenadores transistorizados (de segunda generación), en un momento en que los ordenadores todavía usaban tubos de vacío (primera generación). A pesar de esto la mayoría de los fabricantes ignoraron la petición del Ejército para desarrollar esta pequeña máquina. El director de desarrollo de la empresa Sylvania, un gran fabricante de tubos de vacío, vio que la terminología del Ejército en el contrato escondía aparentemente una maravillosa oportunidad. Al final tanto RCA como Sylvania presentaron ofertas, junto a algunas compañías más pequeñas sin experiencia real. Sylvania presentó la oferta más baja de "los dos grandes", y ganaron el contrato en septiembre de 1956.
La primera máquina experimental, llamada después MOBIDIC A, fue entregada en Fort Monmouth en diciembre de 1959. En ese momento el Ejército había expresado interés creciente en el concepto y había ordenado cuatro máquinas adicionales y software asociado, incluyendo un compilador de COBOL, lo que motivó que Sylvania participara en el desarrollo del estándar de dicho lenguaje. El contrato original para la máquina experimental y era por 1.6 millones de dólares, pero los nuevos desarrollos aumentaron el total entre 20 y 30 millones de dólares.
El MOBIDIC B fue suministrado al Centro de Operaciones Tácticas del Ejército, y provisto de una CPU dual para aumentar la fiabilidad. El MOBIDIC C se envió a Fort Huachuca como sistema de pruebas del software. El MOBIDIC D fue ordenado a la Agencia de Seguridad del Ejército en Europa, y el MOBIDIC 7A fue enviado al 7º Centro de Control del Ejército en Zweibrücken, Alemania. La entrada en servicio del 7A se retrasó debido al fracaso de obtener unidades de cinta por el Ejército, por lo que Sylvania las reemplazó por unidades comerciales propias y el sistema entró en operación en enero de 1962, siendo el primer despliegue al otro lado del Atlántico.
La unidad 7A fue extremadamente exitosa en su operación, acortando drásticamente el tiempo necesario para ordenar y entregar la información. A pesar de que FIELDATA fue desarrollado para información en el campo de batalla, MOBIDIC fue muy útil con otras clases de información, como se demostró con el 7A. Fue tan exitoso que el MOBIDIC D fue desviado a la Compañía 3922 de Control de Suministros en Orléans, Francia (Fuerte Maisont) para reemplazar al sistema de tarjetas RAMAC 305.
En 1962 el Ejército había perdido interés en FIELDATA y canceló el proyecto. La máquina B ya no era necesaria para el desarrollo del software FIELDATA, y en 1965 fue adquirida por la Agencia Nacional de Estándares de EE. UU. para investigación y desarrollo de software. Las unidades C, D y 7A fueron enviadas más tarde a Karlsruhe, Alemania, donde operaron en tareas relacionadas con suministros durante años.
El éxito de MOBIDIC, independientemente del fracaso de FIELDATA , motivó la creación de contratos adicionales en el Ejército para pequeños ordenadores AN/APQ-32 que procesaban datos de radar para la artillería. El diseño básico del sistema MOBIDIC fue usando para el AN/ASD-1, ordenador utilizado en la aeronave Boeing RC-135 ELINT y los proyectos PARADE y TIDEWATER, y sus circuitos básicos fueron usados extensamente en el desarrollo del IBM 7090 para el sistema BMEWS.
Como esperaba Sylvania, el interés comercial en un ordenador pequeño, robusto y de bajo costo se extendió. El MOBIDIC fue adaptado como el Sylvania 9400 para sistemas de automatización en fábricas. Dos sistemas fueron encargados, uno por la Oficina del Ayudante en Jefe del Personal de Inteligencia en el Pentágono, y otro por la General Telephone en California. Aun así, cuando los costos de entrada en el mercado de los ordenadores comerciales estuvieron claros, Sylvania decidió retirarse del mercado y la General Telephone canceló su pedido, por lo que esa unidad Silvania la destinó a uso interno.

## Descripción
El objetivo del diseño del MOBIDIC era la operación en tiempo real de un sistema de entrada/salida. El uso típico del MOBIDIC sería cotejar todos los mensajes que fluyen a través de una entrada para la producción de cintas diferentes según un campo que indique su tipo en los datos. Las cintas luego podrían ser extraídas y los mensajes impresos en una impresora off-line. En algunos casos, un depósito grande de información podría tener numerosos almacenes para diferentes tipos de materiales; MOBIDIC podría examinar las peticiones entrantes para verificar el tipo y entonces enviar el mensaje a una cinta particular. Toda la producción en aquella cinta sería impresa y enviada al receptor asociado. MOBIDIC reemplazó muchos pasos manuales, ya que actuaba como enrutador de bucle, ordenación de datos y recogida e impresión de los mensajes para su entrega.
MOBIDIC era una máquina binaria de 36 bits, una medida de palabra común para los primeros ordenadores. El sistema utilizaba 36 bits para datos, pero los almacenaba en valores de 40 bits para añadir signo, paridad y dos bits para etiqueta. Esto le permitía almacenar enteros en el rango de -(1 - 2−36) a +(1 - 2−36). Las máquinas normalmente estaban equipadas con dos bancos paralelos de memoria de núcleos magnéticos con 4 096 palabras cada uno, pero era ampliable hasta siete bancos. Podía manejar hasta 63 unidades de cinta magnética, entrada/salida por cinta perforada, así como un teletipo Flexowriter. Una conexión de comunicaciones podía ser dedicada a enviar datos a otro sistema MOBIDIC. Las unidades de cinta utilizaban uno de los bits de etiqueta en los 40 bits como indicador de STOP.
La mayoría de las 52 instrucciones soportadas estaban en el formato de una sola dirección usando un registro acumulador, pero un pequeño número de ellas (carga, movimiento, etc.) estaba en formato de dos direcciones. Había 15 instrucciones aritméticas, 8 de transferencia en memoria, 17 lógicas, 3 de sentido y 9 de entrada/salida. Una suma requería 16 microsegundos, una multiplicación o división, 86; este tiempo tan lento afectaba a las operaciones en serie.
La CPU del MOBIDIC y sus sistemas de E/S fueron albergados en un remolque de 10 metros. La máquina requería 29.76 kW de potencia, que era suministrada por un segundo remolque más pequeño que contenía un generador. Otros remolques contenían equipo auxiliar EAM y un taller para su reparación. Los cuatro remolques se mantenían juntos dos a dos y con una plataforma de madera para el paso entre ellos. Esto seguía uno de los conceptos que implicaba la Guerra Fría, en caso de ataque del enemigo todo podría ser trasladado, en vez de tener que ser abandonado y destruido.
La única unidad fabricada con doble CPU del MOBIDIC B incluía tres instrucciones generales adicionales, así como nueve instrucciones nuevas para subrutinas de apoyo. Las CPU eran independientes, pero compartían una sola memoria principal de núcleos magnéticos con 8 192 palabras. En su uso normal, una de las CPU se usaba para la importación de datos, entregando los datos vía memoria compartida a la segunda para su producción. A pesar de que la velocidad global de la máquina era más lenta, porque añadía unos 42 μs, el rendimiento se mejoraba mucho. Si una de las máquinas fallaba, el programa podía ser retomado en la otra CPU, ejecutando ambas partes de las tareas de E/S con rendimiento reducido.